# Hipoteca condicional
La hipoteca condicional, acogida en Resoluciones de fecha 2 y 3 de septiembre de 2005, por la Dirección General de los Registros y del Notariado (DGRN) del Ministerio de Justicia español, es una hipoteca de las llamadas de seguridad, o de máximo, atípica (al menos en los ordenamientos jurídicos de raíz románica), además de ser indeterminada, preventiva, divisible y modalizada en el tiempo, en función del cumplimiento de hechos externos de imposible registración.
La hipoteca condicional pretende superar ab initio la indeterminación al constituirse esta hipoteca, dado que la misma se constituye progresivamente por tramos, según se va cumpliendo una condición suspensiva especialmente pactada, mediante rogación condicional al Registro de la propiedad, rogación atípica también, cuya indeterminación inicial se justifica y sustenta en cuanto se presenta para la DGRN, no como indeterminación en sentido propio, sino como determinación sujeta a condición suspensiva.

## Hipoteca condicional y principio de especialidad
Las citadas resoluciones de 2 y 3 de septiembre de 2005, de la DGRN española, parece que rebasan el principio de especialidad hipotecario que exige, como mínimo, que el Registro de la propiedad delimite y describa el bien especialmente hipotecado y la suma de la que responde dicho bien (el principio de especialidad lo podemos ver con claridad, por ejemplo, en el art. 2.809 del Codice Civile italiano, epigrafiado Specialitâ e indivisibilitâ dell’ipoteca, dice «L’ipoteca deve essere incritta su beni specialmente inficati e per una somma determinata in danaro».). El art. 1.857 del Código Civil español exige, como requisito esencial, que la hipoteca se constituya para asegurar una obligación principal, una sola, y el art. 13.1 de la Ley Hipotecaria española (LH) exige que «los derechos reales limitativos, los de garantía y, en general, cualquier carga o limitación del dominio o de los derechos reales, para que surtan efectos contra tercero deberán constar en la inscripción de la finca o derecho sobre el que recaigan» y, en el caso de la hipoteca, si fueran varias las fincas hipotecadas (art. 119 LH) «se determinará la cantidad o parte del gravamen de que cada una deba responder».

## Delimitación del principio de especialidad
Por el principio de especialidad, para su propia eficacia jurídica autónoma, aquel derecho de garantía que el Registro de la propiedad publica debe dar noticia bastante a terceros adquirentes, tanto en relación con el bien hipotecado como del importe del que responde, para permitir evaluar y concretar el alcance real de lo inscrito, sin que sea necesario acudir a otros medios informadores externos al propio registro. Eso significa que el contenido de los derechos y las cargas que acceden al registro tienen que mostrarse perfecta y completamente definidos, delimitados y separados, objetiva y subjetivamente, a cuyo fin las disposiciones legales exigen a los documentos que contienen los actos inscribibles, una descripción suficiente de las características de los sujetos, del objeto y del montante de la responsabilidad de los actos y contratos cuya inscripción se solicita. Y además del requisito del art. 1.857 del Código Civil español, clarificador de la obligación única en la hipoteca, para mayor facilidad y transparencia en la delimitación del objeto, en apoyo a este principio, el sistema registral español funciona, y se canaliza, sobre la base de la unidad registral que supone la finca; por eso, a cada finca, se le abre en el registro una hoja especial denominada folio real, asignándole un número inmutable (salvo en el caso justificado de traslado de libro o de traslado de registro) denominado número de finca registral, todo ello para mejor servir al principio de especialidad. Así, los Registros de la Propiedad españoles, que inscriben derechos (son registros de derechos), en cambio, se llevan por fincas (fincas registrales).
Pues bien, la falta de publicación registral invariable del montante máximo de la hipoteca condicional de seguridad, dejando que la delimitación de esa suma dependa de sucesos futuros no registrables, pues no pueden constar porque no han sucedido o no se sabe si sucederán, no cumple con las exigencias propias del principio de especialidad.

## Fiscalidad de la hipoteca condicional
Desde el punto de vista tributario, en España la hipoteca condicional no presenta ventajas respecto a la hipoteca pura, inscrita sin condiciones, en cuanto al ahorro de impuestos, en tanto que la Dirección General de Tributos (DGT) del Ministerio de Hacienda, en consulta vinculante a la DGT núm. V1145-06, de 16-06-2006, ha dictaminado que la misma se halla sujeta al Impuesto de Actos Jurídicos Documentados que se calculará sobre la base imponible resultante de acumular el montante previsto total de la hipoteca, con independencia del cumplimiento de la condición suspensiva.